# Iuri Medeiros
Iuri José Picanço Medeiros (* 10. Juli 1994 in Horta) ist ein portugiesischer Fußballspieler. Der Rechtsaußen steht beim al-Nasr Sports Club in Dubai unter Vertrag. Darüber hinaus ist er mehrfacher portugiesischer Nachwuchsnationalspieler.

## Karriere

### Verein
Medeiros wurde in Horta, einem kleinen Ort auf der Azoreninsel Faial, geboren und fing dort auch mit dem Fußballspielen an. Als 10-Jähriger wurde er in der Nachwuchsakademie des Hauptstadtklubs Sporting Lissabon aufgenommen und fußballerisch ausgebildet.
Seine ersten Erfahrungen machte er in der zweiten Mannschaft, Sporting Lissabon B, in der zweitklassigen Liga Pro, wo er in 67 Spielen zwölf Tore erzielte. Für die erste Mannschaft konnte der Rechtsaußen wettbewerbsübergreifend lediglich elfmal auflaufen und wurde ansonsten häufig verliehen. 2017/18 gewann Medeiros mit der Mannschaft den Taça da Liga genannten nationalen Ligapokal.
Nach einer Leihe zum FC Arouca folgten Engagements in der Erstligasaison 2015/16 beim Moreirense FC sowie in der nachfolgenden Spielzeit bei Boavista Porto. Für die Hafenstädter traf der Offensivspieler in 30 Spielen achtmal und spielte sich so in den Fokus ausländischer Teams.
Der CFC Genua holte den Portugiesen für die Rückrunde der Saison 2017/18 sowie die Hinserie der Folgesaison, in der er jedoch keine Rolle mehr für die Italiener spielte. Im Winter 2019 folgte Medeiros' letzte Leihe; für den polnischen Erstligisten Legia Warschau spielte er 15-mal und erreichte mit dem Verein das Viertelfinale des nationalen Pokals.
Im Sommer 2019 verließ der Flügelstürmer Portugal und unterschrieb einen Vierjahresvertrag beim in die deutsche 2. Bundesliga abgestiegenen 1. FC Nürnberg. Bei den Franken konnte sich der Portugiese nicht durchsetzen. Er bestritt nur 9 von 34 Ligaspielen für Nürnberg (keines über die volle Spieldauer). Seit Dezember 2019 wurde er nicht mehr eingesetzt. Ende Juli 2020 wurde für die Saison 2020/21 eine Ausleihe zum portugiesischen Verein Sporting Braga mit einer Kaufoption vereinbart. Am Ende der Spielzeit zogen die Portugiesen die Kaufoption.
Im Sommer 2023 wechselte er zum al-Nasr Sports Club in die Vereinigten Arabischen Emirate.

### Nationalmannschaft
Medeiros lief 56-mal für portugiesische Juniorennationalmannschaften auf. Mit der U21 gelangte er bei der EM 2015 bis ins Finale, wo Portugal jedoch Schweden im Elfmeterschießen unterlag.
Mit der Olympiaauswahl seines Heimatlandes nahm Medeiros an den Sommerspielen in Rio de Janeiro teil. Er stand einmal auf dem Platz und erreichte mit der Mannschaft das Viertelfinale, welches gegen Deutschland verloren ging.

## Erfolge
Sporting Lissabon
- Portugiesischer Ligapokalsieger: 2018